# Red Bull RB7
Chronologie des modèles (2011)
Red Bull RB6 Red Bull RB8
La Red Bull RB7 est la monoplace de Formule 1 engagée par l’équipe Red Bull Racing dans le cadre du championnat du monde de Formule 1 2011. Présentée le 1er février 2011 sur le circuit de Valence lors du premier de ses quatre essais hivernaux, elle commence la saison de F1 le 27 mars 2011 au Grand Prix de d’Australie, pilotée par l’Allemand Sebastian Vettel et l’Australien Mark Webber.
« Évolution » de la RB6 selon les propos de son directeur technique Adrian Newey, la RB7 en conserve, outre la livrée de la carrosserie, le schéma de conception et les caractéristiques globales ; le moteur Renault RS27 V8 atmosphérique propulse notamment toujours la monoplace. Elle se dote néanmoins pour la première fois du SREC développé par Magneti Marelli tandis que son aérodynamique retravaillée constitue « l’intervention la plus importante » sur la monoplace, du fait de l’interdiction des doubles diffuseurs par le règlement 2011.
À son volant, Sebastian Vettel domine le championnat du monde 2011 en remportant onze des dix-neuf Grand Prix inscrit au calendrier de la saison, ce qui lui permet de décrocher le titre de champion du monde des pilotes. Les deux RB7 engagées inscrivent par ailleurs 650 points et offre le titre de champion du monde des constructeurs à l'écurie Red Bull Racing.

## Design
Sur une monoplace, les pontons permettent d’alimenter en air les radiateurs de façon à refroidir le moteur, mais constituent également un frein à l’acheminement de l’air vers l’aileron arrière. Ce dernier aspect est d'autant plus important que l’interdiction des doubles diffuseurs induit une perte d'appui conséquente. Plusieurs écuries ont cette saison, mis en œuvre des solutions innovantes à ce problème, à l’image des McLaren MP4-26 et Toro Rosso STR6. Sur la RB7, le directeur technique Adrian Newey a opté pour une partie arrière repensée : l’air chaud issue des radiateurs s’évacue intégralement par l'ouverture pratiquée en bout de monoplace et débouchant dans la partie centrale de l’aileron ; l’arrière conique de la monoplace (souvent dénommé « coke bottle ») est ainsi bien plus étroit.

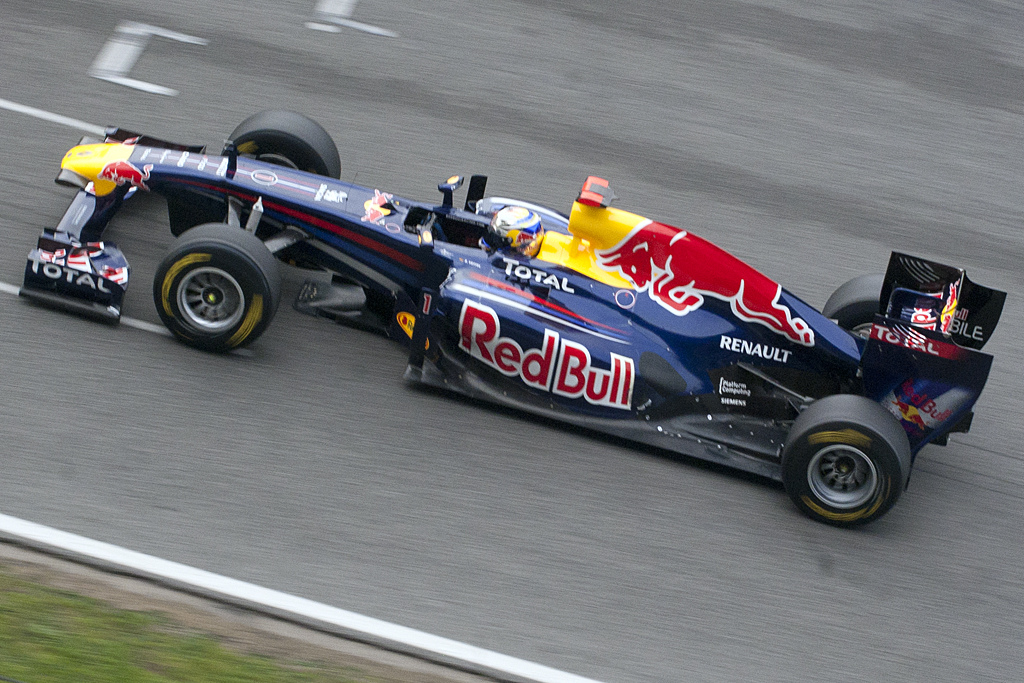
La RB7 présente un arrière conique bien plus étroit que la RB6.
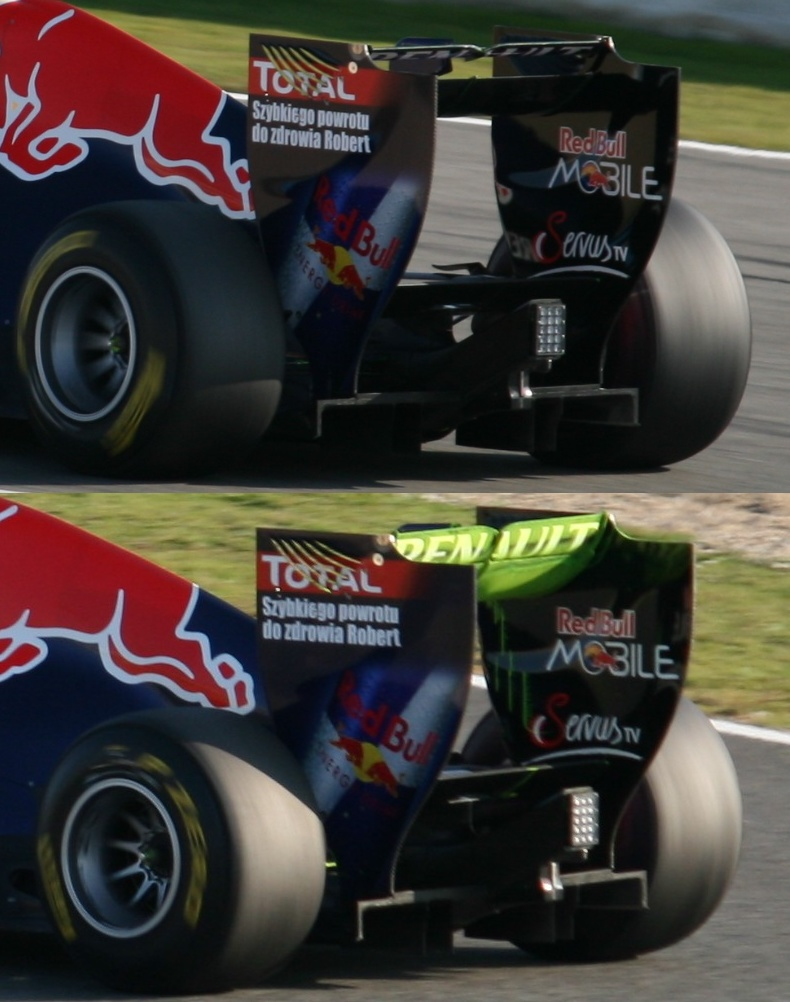
L'aileron arrière ajustable de la RB7.

L’empattement de la RB7 est allongé de quelques centimètres par rapport à la RB6 de façon à accueillir un système de récupération de l’énergie cinétique (SREC) – une première pour l’écurie Red Bull Racing qui s’était refusé à l’adopter durant la saison 2009 – développé par Magneti Marelli. Placé en dessous de la pile à combustible permettant d’accumuler de l’énergie électrique lors des phases de freinage, le système ajoute 30 kg à la monoplace, ce qui rend difficile, d’après Newey, le maintien « d’un poids assez léger pour Mark [Webber], qui est le plus lourds [des] deux pilotes » de l’écurie, malgré un poids minimum imposé par la FIA relevé de 620 à 640 kg.

## Moteur
La Red Bull RB7 est propulsée par le moteur V8 RS27-2011 atmosphérique ouvert à 90° conçu par le motoriste français Renault, associé à un système SREC développé par Magneti Marelli. Ce moteur, d'une cylindrée de 2 400 cm3 et pesant 95 kg (le poids minimum autorisé par le règlement), développe plus 720 ch au régime moteur limite de 18 000 tr/min.
Durant la saison 2010, l’écurie Red Bull Racing s’est entre autres distinguée techniquement grâce au « diffuseur soufflé » équipant sa RB6. Le principe de ce diffuseur est d’utiliser l’énergie contenue dans les gaz d’échappement du moteur, très denses et éjectés à de grandes vitesses (plus de 700 m/s), pour améliorer son efficacité et donc gagner en appui. Le règlement 2011 interdisant de souffler les gaz d’échappement directement dans le diffuseur, la RB7 introduit donc une nouvelle configuration de ce système ; les gaz, guidés par un tuyau sur le fond plat, débouchent au niveau des pneus arrière et soufflent sur les flancs du diffuseur.

## Historique
Dès le Grand Prix d'Australie, Sebastian Vettel obtient aisément la pole position (avec huit dixièmes de seconde d'avance sur la McLaren de Lewis Hamilton et sans SREC) et la victoire alors que Webber, parti troisième, termine cinquième. Vettel confirme à Sepang par une nouvelle victoire depuis la pole position (quand Webber est quatrième) puis termine deuxième derrière Hamilton à Shanghaï où Webber monte sur son premier podium de la saison en terminant troisième après être parti dix-huitième à cause de problèmes électriques ; Vettel voit Hamilton revenir à 21 points (68 à 47) tandis que  McLaren revient à 20 unités (105 à 85).

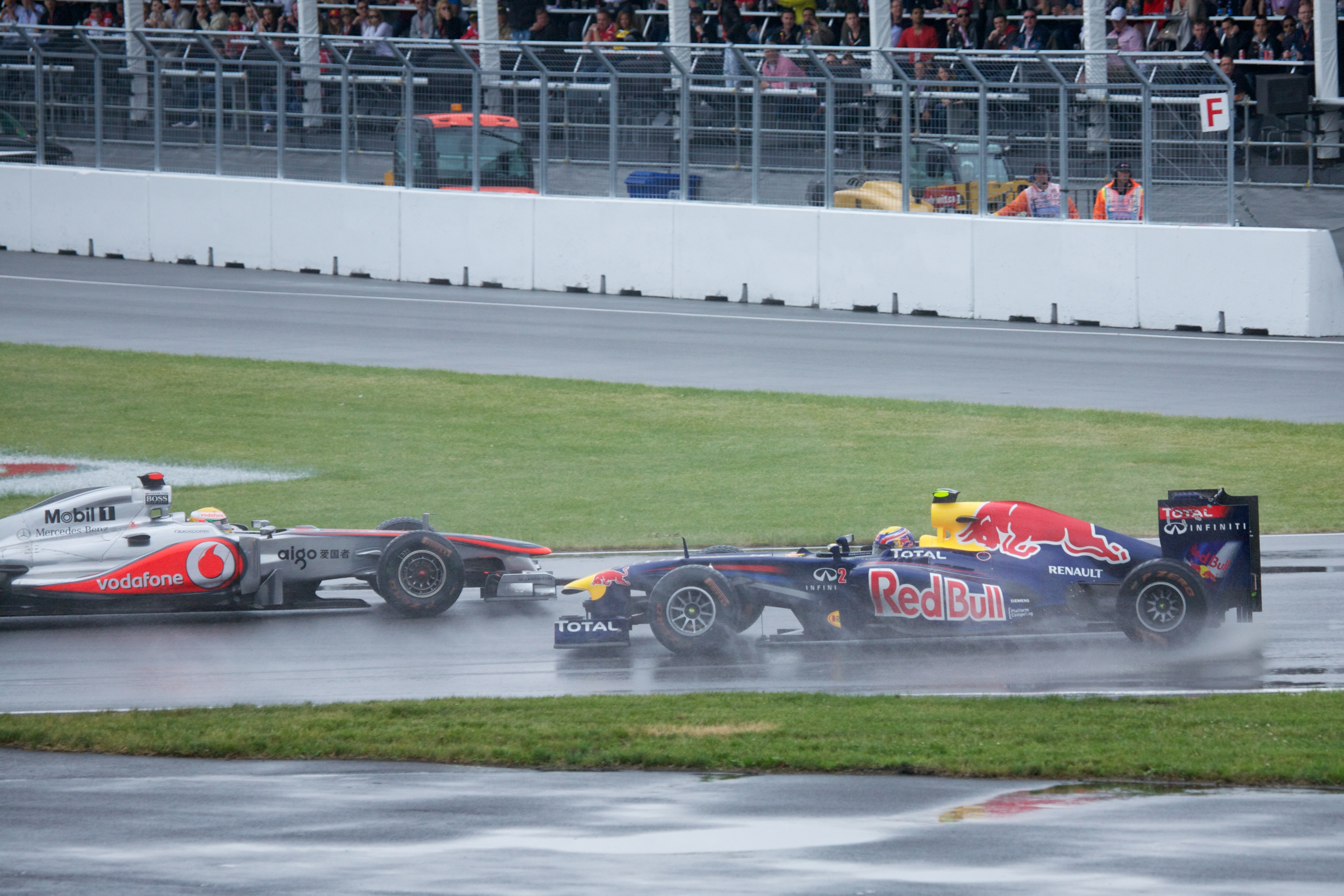
L'accrochage entre Mark Webber et Lewis Hamilton au départ du Grand Prix du Canada

En Turquie, l'écurie obtient son premier doublé (Vettel devant Webber) de la saison, autant en qualifications (Vettel réalisant sa cinquième pole position consécutive, une première depuis la série de Fernando Alonso entre les Grands Prix d'Europe 2006 et du Canada 2006) qu'en course. À Barcelone, malgré la pole position de Webber, Vettel s'impose à nouveau, sous la pression de Lewis Hamilton, et fait de même à Monaco ; Webber, à chaque fois distancé en course, termine quatrième. À Montréal, au terme d'un Grand Prix perturbé par la pluie, Vettel, auteur de la pole position et en tête jusqu'à l'avant-dernier tour, craque dans les derniers kilomètres face à Jenson Button et termine deuxième devant son coéquipier qui s'est accroché avec Lewis Hamilton au départ. Au Grand Prix d'Europe, Vettel réalise un hat-trick et Webber se classe troisième, ce qui permet à Red Bull Racing de conforter sa première place au championnat avec 89 points d'avance sur McLaren (295 à 206) tandis que Vettel domine le championnat avec 77 points d'avance sur Button et Webber (186 à 109).
En Grande-Bretagne, les Red Bull partent en première ligne mais un arrêt au stand trop long fait perdre la course à Vettel qui termine deuxième devant Webber. En Allemagne, l'Australien réalise la pole position tandis que Vettel part troisième, ce qui met fin à une série de quatorze premières lignes consécutives entamée à Singapour en 2010. Webber termine troisième en Allemagne où Vettel, en difficulté devant son public, se classe quatrième : pour la première fois de la saison, le champion du monde en titre n'est pas sur le podium après une série de 11 podiums consécutifs entamée au Brésil en 2010. Vettel réalise sa seule grosse faute de la saison en course en partant en tête-à-queue en début de course ; il est ensuite aux prises avec la Ferrari de Felipe Massa pour la quatrième place qu'il obtient à l'issue de leur dernier arrêt au stand.

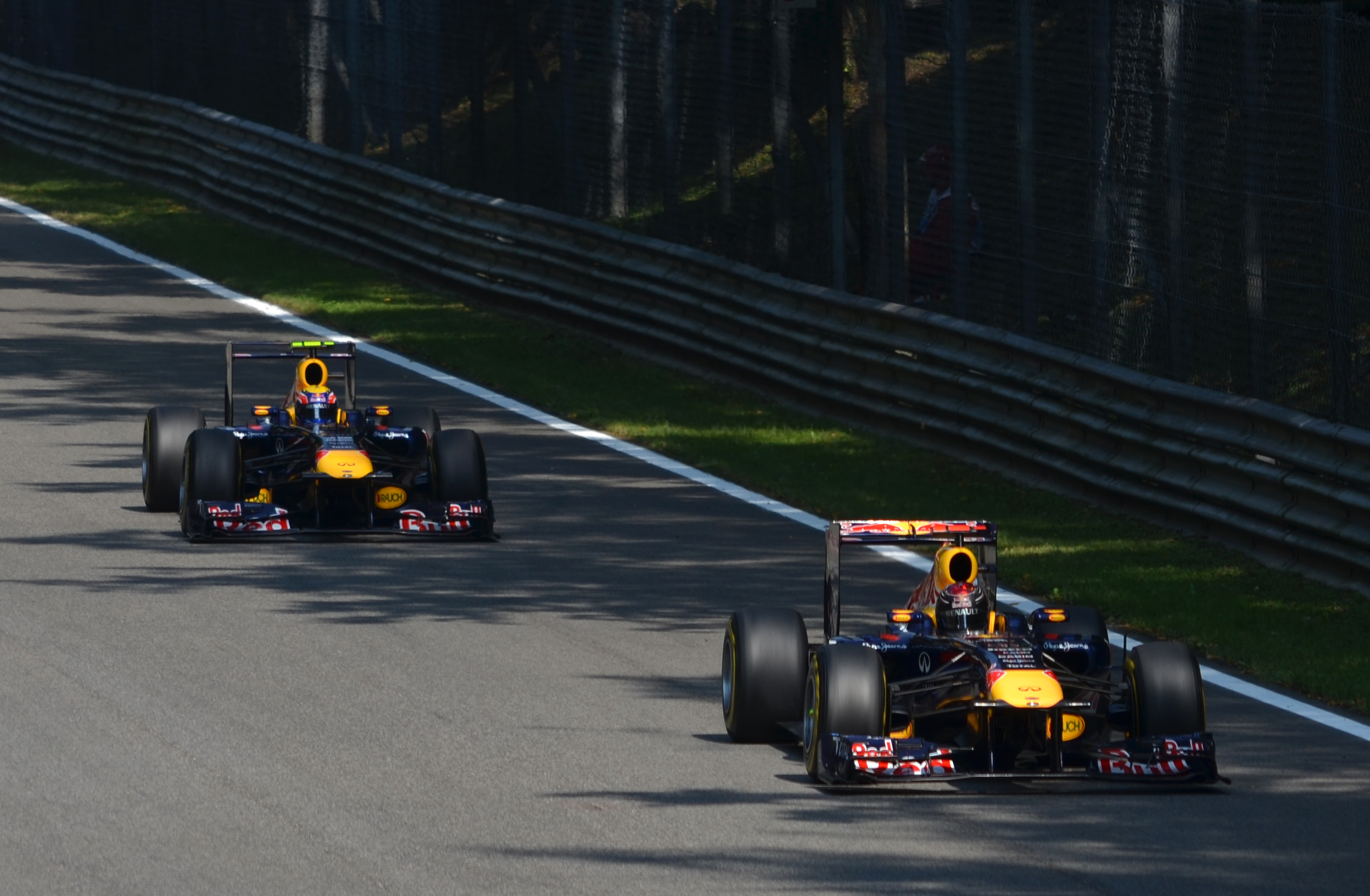
Les Red Bull au Grand Prix d'Italie (Vettel devant Webber)

Sous la pluie en  Hongrie, Vettel, en pole position, termine deuxième et Webber cinquième. Red Bull possède alors 103 points d'avance sur McLaren (383 à 280) et Vettel 85 sur Webber (234 à 149) avant la pause estivale. En Belgique, l'équipe réalise son deuxième doublé de l'année ; parti de la pole position, Vettel remporte la course devant son coéquipier. En Italie, alors que Vettel s'impose après avoir à nouveau obtenu la pole position, Mark Webber, sans aileron avant après un accrochage avec Massa, échoue dans les graviers, et abandonne, une première pour Red Bull depuis le début de la saison. À Singapour, Sebastian Vettel, en pole position, remporte sa neuvième victoire de la saison devant Jenson Button, son unique rival pour le titre mondial : alors que cinq Grands Prix restent à courir, l'Allemand n'a besoin que d'un seul point pour gagner le championnat. Mark Webber, parti deuxième, termine troisième de la course.

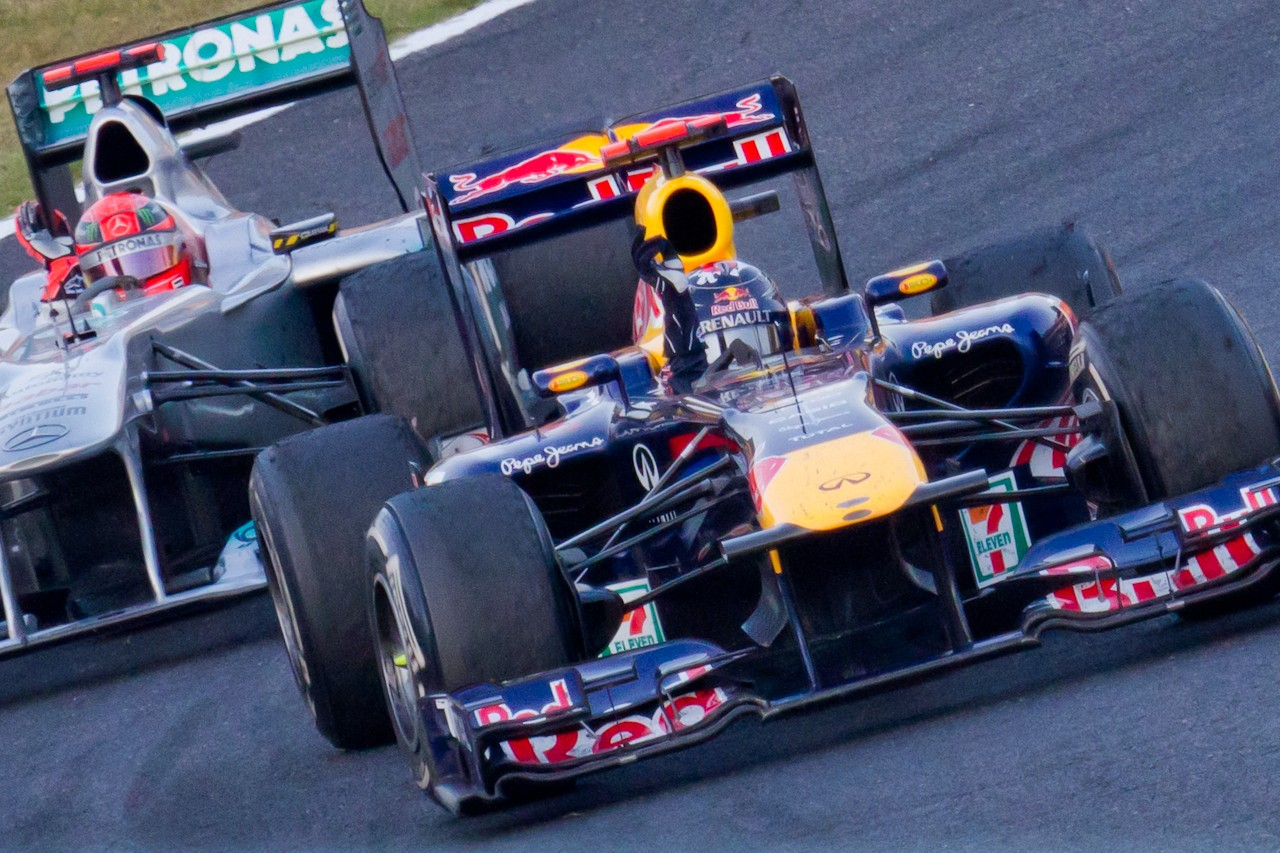
Sebastian Vettel célébrant son deuxième titre mondial lors du Grand Prix du Japon

À Suzuka, pour seulement neuf millièmes de seconde face à Button, Vettel réalise la seizième pole position consécutive de l'écurie autrichienne, une première depuis la série des Williams-Renault entre 1992 et 1993. Red Bull, avec cette quinzième pole position de la saison, égale son record de l'année précédente codétenu avec McLaren (1988) et Williams (1992 et 1993). Button gagne la course mais Vettel, troisième, remporte son deuxième titre mondial. À quatre courses de la fin de saison, il devient alors le plus jeune double champion du monde de l'histoire.
En Corée du Sud, Red Bull, battue en qualifications pour la seule fois de l'année par McLaren et Lewis Hamilton, obtient sa dixième victoire de la saison et son deuxième titre mondial des constructeurs grâce aux points de  Vettel, vainqueur, et de Webber, troisième, à l'endroit même où elle avait connu un double abandon un an auparavant et alors que trois Grands Prix restent à courir.
Pour le premier Grand Prix d'Inde, les RB7 monopolisent la première ligne : Red Bull obtient bat le record de pole positions en une saison pour une écurie (seize). Vettel remporte sa onzième victoire de la saison tandis que Webber termine quatrième. À Abou Dabi, Vettel, réalise sa quatorzième pole position de la saison, égalant Nigel Mansell en 1992 ; il abandonne pour la première fois en dix-neuf courses après une crevaison dans le premier tour. Webber se classe à nouveau quatrième, ce qui met fin à une série de dix-neuf podiums consécutifs pour Red Bull, une première depuis McLaren entre les Grands Prix d'Australie 2007 et de Malaisie 2008. Au Brésil, la dernière manche du championnat, Vettel réalise sa quinzième pole position de la saison et bat le record de Mansell. Webber remporte sa seule victoire de la saison, devant son coéquipier, victime d'un problème de boîte de vitesses.
Red Bull a remporté 12 victoires, 18 pole positions, monopolisé 7 fois la première ligne, obtenu 27 podiums (égalant les réalisations de la Ferrari en 2002, qui avait battu son propre record en 2004 avec 29 réalisations), 3 doublés, et inscrit 650 points, mieux que le précédent record (498 points) qu'elle a fixé la saison précédente.

## Bilan de la saison 2011

### Statistiques
| Départs en Grands Prix - 19 pour Sebastian Vettel - 19 pour Mark Webber Abandons - 1 pour Sebastian Vettel - 1 pour Mark Webber Victoires - 11 pour Sebastian Vettel - 1 pour Mark Webber | Podiums - 17 pour Sebastian Vettel - 10 pour Mark Webber Meilleurs résultats en qualification - 15 pole positions pour Sebastian Vettel - 3 pole positions pour Mark Webber Meilleurs tours en course - 3 pour Sebastian Vettel - 7 pour Mark Webber | Points inscrits - 650 pour Red Bull Racing - 392 pour Sebastian Vettel - 258 pour Mark Webber Classements aux championnats du monde - Red Bull Racing : 1er - Sebastian Vettel : 1er - Mark Webber : 3e |

### Résultats en championnat du monde de Formule 1
| Saison | Écurie          | Moteur               | Pneus   | Pilotes          | Courses | Courses | Courses | Courses | Courses | Courses | Courses | Courses | Courses | Courses | Courses | Courses | Courses | Courses | Courses | Courses | Courses | Courses | Courses | Points inscrits | Classement |
| Saison | Écurie          | Moteur               | Pneus   | Pilotes          | 1       | 2       | 3       | 4       | 5       | 6       | 7       | 8       | 9       | 10      | 11      | 12      | 13      | 14      | 15      | 16      | 17      | 18      | 19      | Points inscrits | Classement |
| ------ | --------------- | -------------------- | ------- | ---------------- | ------- | ------- | ------- | ------- | ------- | ------- | ------- | ------- | ------- | ------- | ------- | ------- | ------- | ------- | ------- | ------- | ------- | ------- | ------- | --------------- | ---------- |
| 2011   | Red Bull Racing | Renault V8 RS27-2011 | Pirelli |                  | AUS     | MAL     | CHI     | TUR     | ESP     | MON     | CAN     | EUR     | GBR     | ALL     | HON     | BEL     | ITA     | SIN     | JAP     | COR     | IND     | ABU     | BRÉ     | 650             | Champion   |
| 2011   | Red Bull Racing | Renault V8 RS27-2011 | Pirelli | Sebastian Vettel | 1er     | 1er     | 2e      | 1er     | 1er     | 1er     | 2e      | 1er     | 2e      | 4e      | 2e      | 1er     | 1er     | 1er     | 3e      | 1er     | 1er     | Abd     | 2e      | 650             | Champion   |
| 2011   | Red Bull Racing | Renault V8 RS27-2011 | Pirelli | Mark Webber      | 5e      | 4e      | 3e      | 2e      | 4e      | 4e      | 3e      | 3e      | 3e      | 3e      | 5e      | 2e      | Abd     | 3e      | 4e      | 3e      | 4e      | 4e      | 1er     | 650             | Champion   |

Légende : ici